# デモクラシータイムス
デモクラシータイムス（英: Democracy Times）は、2017年4月から本格始動した、市民派のインターネットメディアである。主にYouTubeで番組を公開している。

## 概要
デモクラTVを脱退したメンバーを中心にした新しい取り組みであり、新しいグループでの再出発となる。番組の主なテーマは政治、経済、憲法、原発など。
番組の制作は、視聴者のカンパ（寄付）によって支えられている。クレジットカードからの決済も可能。グッズの販売も行なっている。
2024年1月21日、高知県（高知市立自由民権記念館）で開かれた自由民権運動150年記念イベントにて『3ジジ放談』の公開収録が行われた。

## 配信番組
生配信である『ウィークエンドニュース』『山田厚史の週ナカ生ニュース』『横田一の現場直撃』の3番組を中心とし、他にも様々な番組を制作している。『3ジジ放談』も好評である。
『白井聡 ニッポンの正体』では番組のタイトルと同名の書籍も発売され、シリーズ化および文庫化している。『徐台教の韓国通信』では2024年大韓民国非常戒厳令の様子を、韓国の国会前から緊急で生配信した。
週刊エコノミストとのコラボで配信している『経済の深層』や、沖縄タイムスとのコラボである『沖縄うりずん通信』、Tansaのメンバー（編集長や記者・リポーターなど）が出演する『Tansa報道最前線』などの番組もある。CALL4とのコラボで『裁判から見える日本の現実』も配信された。

## 出演者
- 山田厚史
- 田岡俊次
- 荻原博子
- 竹信三恵子
- 半田滋
- 畠山理仁
- 鈴木耕
- 伊高浩昭
- 升味佐江子
- 佐高信
- 平野貞夫
- 前川喜平
- 浜矩子
- 西谷文和
- 山口二郎
- 山岡淳一郎
- 池田香代子
- 横田一
- 白井聡
- 高瀬毅
- 雨宮処凛
- 徐台教
- 辛淑玉
- 北丸雄二
- 金子勝
- 内田樹 など